# Сэквилл, Джон, 3-й герцог Дорсет
Джон Фредерик Сэквилл, 3-й герцог Дорсет (англ. John Frederick Sackville, 3rd Duke of Dorset; 25 марта 1745 — 19 июля 1799) — британский аристократ, политик и дипломат.
Дорсета помнят за его любовь к крикету. Он был одновременно хорошим игроком и важным покровителем, но его интерес обострялся азартными играми, а крикет был главной достопримечательностью игроков на протяжении всего XVIII века. Другие его спортивные интересы включали бильярд и теннис. Он также приобрел репутацию бабника.
Титулы: 3-й герцог Дорсет (с 5 января 1769 года), 9-й граф Дорсет (с 5 января 1769 года), 4-й граф Миддлсекс (с 5 января 1769 года), 9-й барон Бакхерст, графство Сассекс (с 5 января 1769 года), 4-й барон Крэнфилд из Крэнфилда, Бедфордшир (с 5 января 1769 года).

## Происхождение

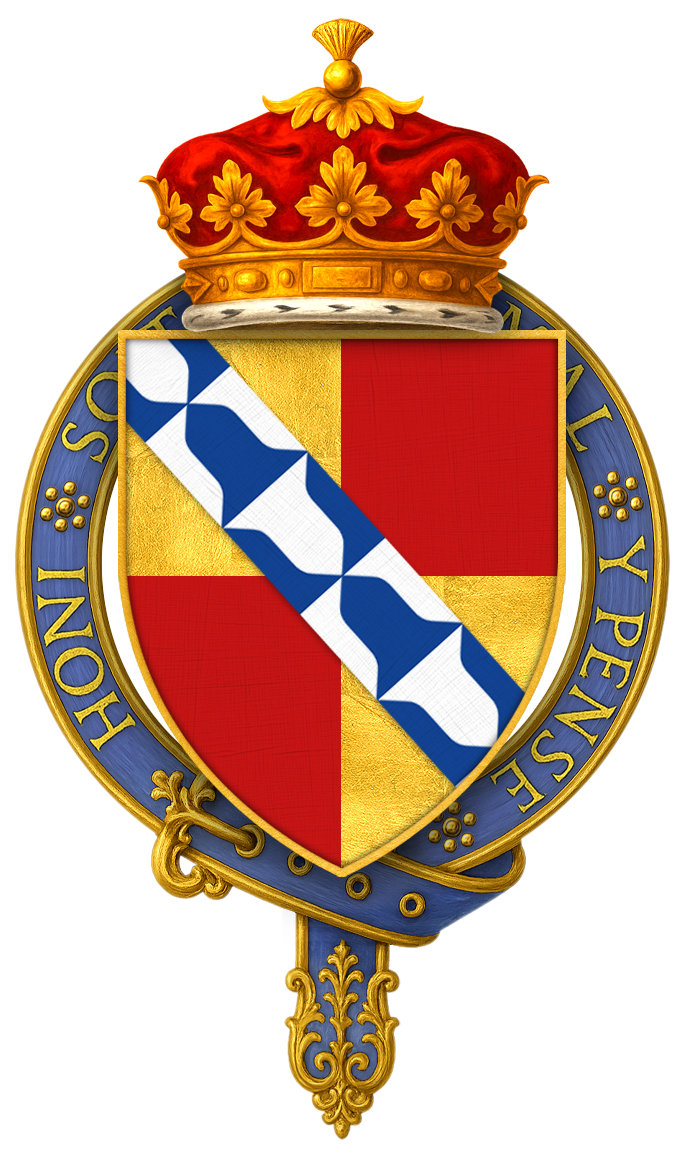
Герб Джона Фредерика Сэквилла, 3-го герцога Дорсета, кавалера Ордена Подвязки

Родился 25 марта 1745 года. Единственный сын лорда Джона Филипа Сэквилла (1713—1765), второго сына Лайонела Сэквилла, 1-го герцога Дорсета (1688—1765). Его матерью была бывшая леди Фрэнсис Левесон-Гоуэр (12 августа 1720—1788), дочь Джона Левесона-Гоуэра, 1-го графа Гоуэра, и леди Эвелин Пиррепонт.
Он унаследовал герцогство Дорсет в 1769 году после смерти своего дяди Чарльза Сэквилла, 2-го герцога Дорсета (1711—1769). Он был послом Великобритании во Франции с 1784 года и вернулся в Англию в августе 1789 года после эскалации Французской революции.

## Политика
Джон Сэквилл был избран в Палату общин, не встретив сопротивления, в качестве члена парламента от графства Кент в 1768 году, заседая до тех пор, пока он не стал 3-м герцогом Дорсетским после смерти своего дяди в 1769 году. Он был назначен лордом-лейтенантом Кента в 1769—1797 годах. В 1783 году он был капитаном йоменской гвардии, а в следующем году отправился в Париж. После того, как он вернулся в Англию, он до своей смерти служил лордом-распорядителем королевского двора.

## Крикет
Молодой Джон Сэквилл учился в Вестминстерской школе, где он впервые стал известным сторонником крикета. Затем он присоединился к крикетному клубу Хэмблдона, базирующемуся в Хэмблдоне, Хэмпшир, который был ведущим крикетным клубом того времени. Там к нему присоединились сэр Горацио Манн, из Чартерхауса, и лорд Танкервилл из Итона и Суррея, который был его самым ярым соперником.
Дорсет приобрел репутацию заядлого конкурента. Газета «The Morning Post» в 1773 году писала: «Герцог… сделав значительное количество ударов с поля, полевые игроки противника очень невежливо окружили его биту так близко, что помешали ему выполнить полный удар; его светлость мягко упрекал их на этот несправедливый режим и указал на их опасность, которая не имела никакого эффекта, он с должным духом полностью разыграл мяч и тем самым повалил одного из джентльменов на землю».
В том же году герцог Дорсет подарил городу Vine Cricket Ground в Севеноксе, Кент, буквально за перчинку арендной платы. Это одно из старейших площадок для игры в крикет в Англии. Первый матч по крикету, о котором сообщалось на национальном уровне, состоялся здесь в сезоне 1734 года, когда «Джентльмены Кента» победили «Джентльменов Сассекса». В городском совете Севеноукса до сих пор есть клуб Vine Cricket Club, хотя после того, как павильон был построен в 19 веке, арендная плата выросла вдвое до двух горошин перца. Они также должны платить лорду Саквиллу (если его об этом попросят) один мяч для крикета 21 июля каждого года.
В 1775 году на Артиллерийской площадке вспыхнул полномасштабный бунт, когда команда лорда Дорсета действовала не слишком хорошо. В 1782 году газета Morning Chronicle отметила, что «Его светлость — один из немногих дворян, которые пытаются сочетать элегантность современной роскоши с более мужественными видами спорта старых английских времен».
Покровительство Дорсета крикету было дорогостоящим: газета Whitehall Evening Post в 1783 году отметила, что расходы лорда Дорсета на содержание своей команды без учета ставок составляли 1000 фунтов стерлингов в год. Это было много, но меньше, чем те суммы, которые некоторые его современники тратили на скачки. Далее в отчете говорилось, что Дорсету не было равных (среди дворян) «в крикете, теннисе и бильярде».
После того, как Дорсет стал послом Великобритании во Франции, он, как сообщается, пытался продвигать там крикет среди местных жителей и британских эмигрантов, при этом The Times отмечала, что скачки теряют популярность во Франции, и крикет, по рекомендации Дорсета, занимает его место. В 1786 году газета «The Times» сообщила о матче по крикету, сыгранном некоторыми английскими джентльменами на Елисейских полях: «Его светлость Дорсет, как обычно, отличался мастерством и активностью. Французы, однако, не могут подражать нам в таких энергичных физических нагрузках, что мы редко видим, как они выступают на ристалище».

## Посол Великобритании во Франции
В 1784 году герцог Дорсет переехал в Париж, чтобы служить послом Великобритании во Франции. Его официальная должность — Чрезвычайный и Полномочный Посол.
16 июля 1789 года, через два дня после штурма Бастилии, лорд Дорсет доложил министру иностранных дел Фрэнсису Осборну, 5-му герцогу Лидсу: «Таким образом, милорд, произошла величайшая революция, о которой мы что-либо знаем, С этого момента мы можем рассматривать Францию как свободную страну, короля как очень ограниченного монарха, а знать как низведенную до уровня остальной части нации».
Официальных записей об отзыве лорда Дорсета нет, но известно, что он находился в Париже с начала 1789 года до 8 августа того же года, когда он ушел в отпуск и вернулся в Англию. Он не вернулся во Францию, и его временно заменил секретарь посольства лорд Роберт Стивен Фицджеральд (1765—1833), сын Джеймса Фицджеральда, 1-го герцога Ленстера, на посту полномочного министра. Новые полномочия были вручены официальным преемником Дорсета, графом Гоуэром, 20 июня 1790 года. Полномочия лорда Дорсета были прекращены 29 июня 1790 года.
Есть история, что, когда началась революция, лорд Дорсет планировал то, что могло стать первым международным туром по крикету, сформировав команду Англии для проведения матчей во Франции. Его команда, которую, как сообщается, возглавлял Уильям Ялден, как сообщается, собралась в Дувре 10 августа, но встретила герцога, идущего в другую сторону, и тур был отменен. По словам Джона Мейджора в книге «Больше, чем игра», «вся эта история — чепуха». Дорсет написал Лидсу 16 июля и уже предупредил других жителей Великобритании, чтобы они покинули Париж, поэтому, как указывает Мейджор, он вряд ли пригласил бы команду по крикету приехать во Францию во время такого кризиса.
Вернувшись в Англию, общественная жизнь Дорсета продолжилась на посту стюарда королевского двора.

## Личная жизнь

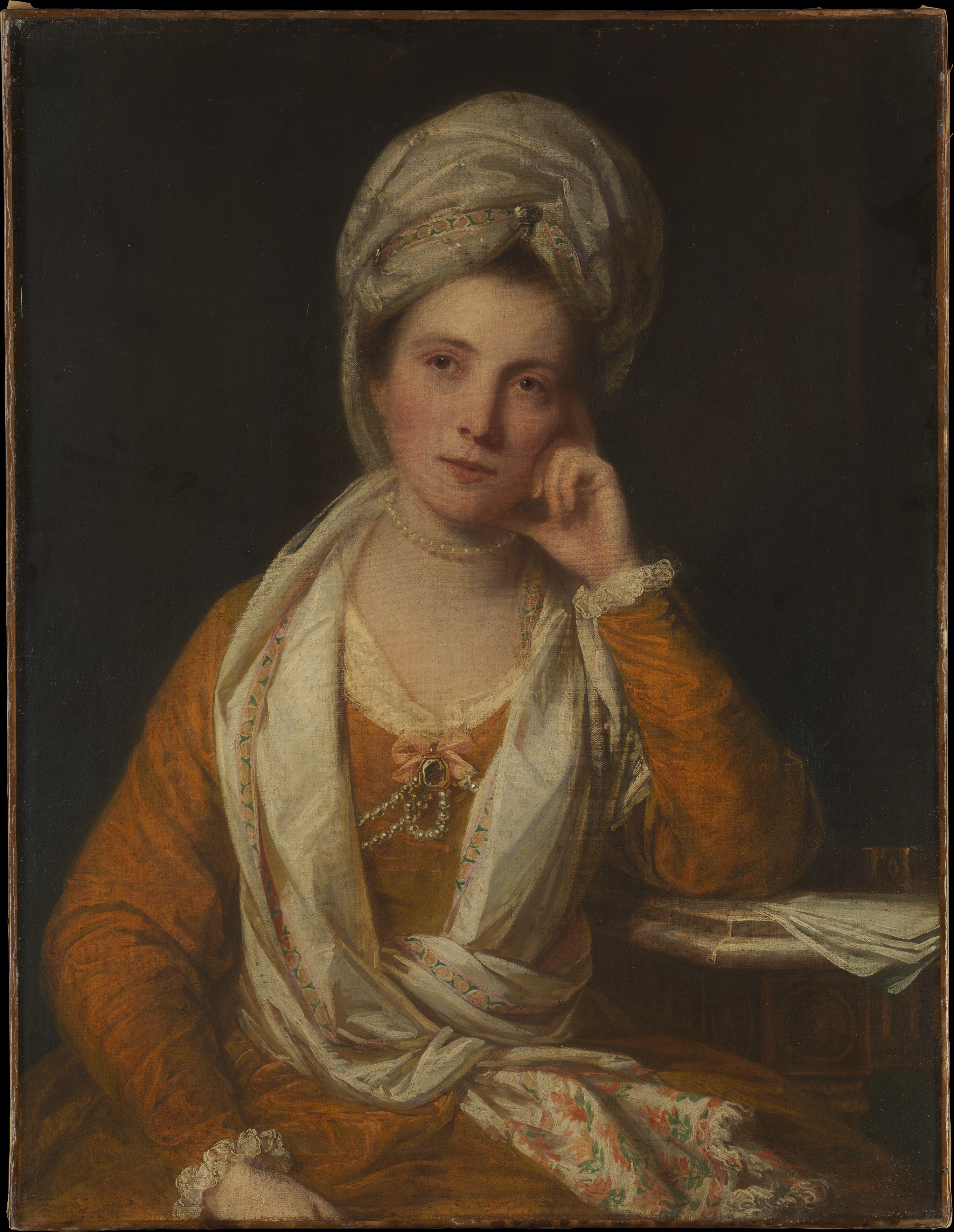
Энн Парсонс собиралась стать женой премьер-министра Великобритании Графтона, пока не встретила герцога Дорсета.

Дорсет был известным бабником. У него был роман с куртизанкой Энн Парсонс, влиятельной любовницей премьер-министра герцога Графтона, который развелась с собственной женой из-за супружеской измены и планировал жениться на Парсонсе, пока не обнаружила её измену с Дорсетом.
Самой известной и самой стойкой любовницей Дорсета была венецианская балерина Джованна Занерини (1753—1801), которая была солисткой Королевского театра Хеймаркет и использовала сценический псевдоним Джованна Баччелли. Дорсет заказал ее картину в 1780—1781 годах у Томаса Гейнсборо, которая считается одним из более поздних шедевров Гейнсборо. Он также заказал картину Джошуа Рейнольдса и скульптуру, изображающую ее обнаженную, лежащую на диване и подушках; это все еще можно найти в Ноуле. Когда Дорсет был назначен послом во Франции, он даже взял ее с собой в Париж, и она по приглашению танцевала в Опере. (Когда он стал кавалером Ордена Подвязки, она носила синюю ленту Подвязки во время танцев) . У Дорсета и Джованны родился сын: Джон Фредерик Сэквилл (1778—1796), которого воспитывал его отец в Париже и Ноле после расставания пары в 1789 году.
Герцог был также известен своим романом (ок. 1777—1779) с графиней Дерби и кратко (ок. 1784) с леди Элизабет Фостер, дочерью Фредерика Херви, 4-го графа Бристоля, и любовницы Уильяма Кавендиша, 5-го герцога Девонширского. Первый роман был примечателен тем, что не привел к разводу. Графиня Дерби родилась как леди Элизабет Гамильтон, единственная дочь 6-го герцога Гамильтона и красавицы Элизабет Ганнинг. Однако граф Дерби отказался развестись со своей заблудшей женой. Это означало, что леди Дерби подверглась остракизму на всю оставшуюся жизнь, а Дорсет вскоре потерял интерес и бросил своего возлюбленного. Он был принят обратно в общество и даже принят преданным мужем его бывшей любовницы лордом Дерби.

## Брак и потомки

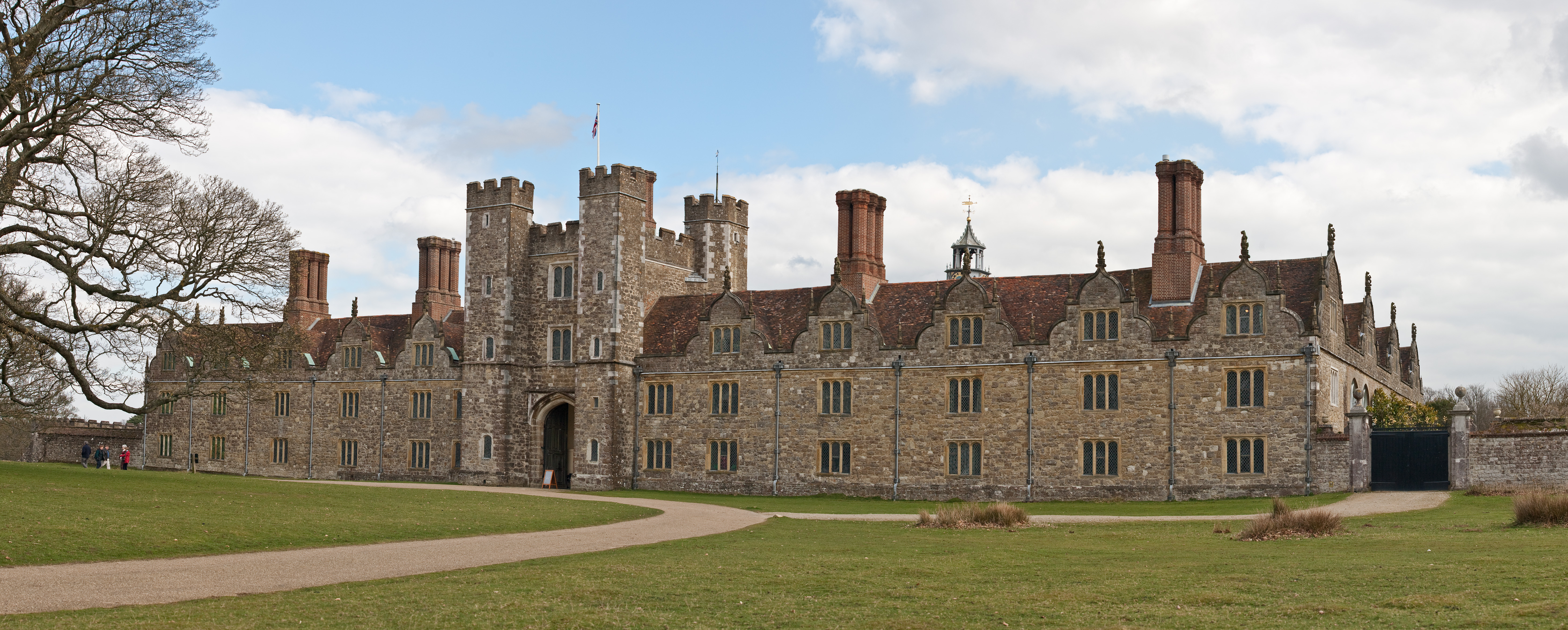
Ноул-хаус, недалеко от Севеноукса, Кент

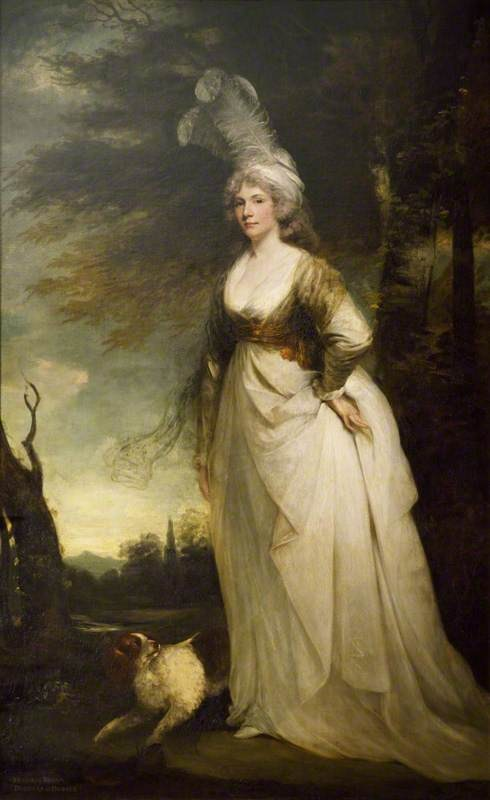
Арабелла, герцогиня Дорсет, Джон Хопнер, 1790 год.

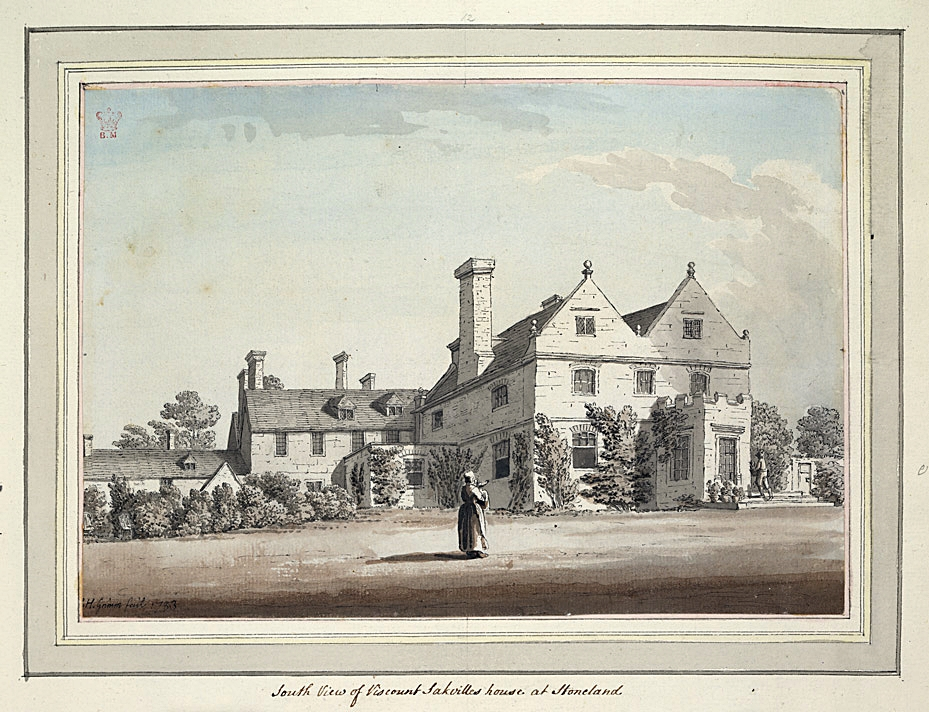
Бакхерст-хаус, Сассекс (первоначально называвшийся Стоунленд)

4 января 1790 года, после возвращения из Франции, герцог Дорсет женился на двадцатитрехлетней Арабелле Диане Коуп (1767 — 1 августа 1825), дочери и сонаследнице сэра Чарльза Коупа, 2-го баронета, и падчерице Чарльза Дженкинсона, 1-го графа Ливерпуля. У Дорсета и Арабеллы было трое детей:
- Леди Мэри Сэквилл (30 июля 1792 — 20 июля 1864), 1-й муж с 1811 года Отер Арчер Виндзор, 6-й граф Плимут (1789—1833), 2-й муж с 1839 года Уильям Питт Амхерст, 1-й граф Амхерст (1773—1857)
- Джордж Джон Фредерик Сэквилл, 4-й герцог Дорсет (15 ноября 1793 — 14 февраля 1815), преемник отца.
- Элизабет Сэквилл (11 августа 1795 — 9 января 1870), жена с 1813 года Джорджа Джона Сэквилла-Уэста, 5-го графа Де Ла Варра (1791—1869).

54-летний герцог Дорсет скончался 17 июля 1799 года, оставив своей жене пожизненную долю в своих имениях и свободное распоряжение ими (в случае смерти их малолетнего сына). Таким образом, на момент его смерти Арабелла была очень богатой наследницей, и с 1799 года до своей смерти в 1825 году Арабелла, герцогиня Дорсет (как она предпочитала называться) контролировала поместья и богатство семьи Сэквилл, переданные в доверительное управление их сыну. 7 апреля 1801 года она повторно вышла замуж за его друга Чарльза Уитворта (1752—1825), который стал 1-м графом Уитвортом.
Джордж Джон Фредерик стал 4-м герцогом Дорсетом после смерти своего отца в семейной резиденции Ноул-хаус, недалеко от Севенокса, Кент, в возрасте 6 лет, но провел остаток своей жизни под юридическим и финансовым контролем своей матери и отчима. Он погиб в результате несчастного случая при поездке в Ирландии, в возрасте 21 года, только что обручившись с леди Элизабет Тинн (род. 1795), старшей дочерью Томаса Тинна, 2-го маркиза Бата. В октябре 1816 года она вышла замуж за лорда Каудора и родила много детей. Хотя герцогство перешло к его двоюродному брату Чарльзу, виконту Сэквиллу, поместья оставались в распоряжении Арабеллы до ее собственной смерти в 1825 году, когда Ноул перешел к её старшей дочери Мэри, графине Плимут, а Бакхерст и землям в Миддлсексе её младшей дочери Элизабет, графине Де Ла Варр.
Леди Мэри Сэквилл вышла замуж первым браком за Отера Виндзора, 6-го графа Плимута (1789—1833) 5 августа 1811 года, а вторым браком, за отчима своего первого мужа Уильяма Амхерста, 1-го графа Амхерста, 25 мая 1839 года. Она умерла бездетной 20 июля 1864 года, оставив свои поместья своей сестре графине Де Ла Варр и её наследникам мужского пола.
Элизабет, графиня Де Ла Варр, в 1864 году получила титул баронессы Бакхерст (титул позже унаследован младшим сыном Реджинальдом, который является предком нынешнего графа Де Ла Варр). Еще одна линия, исходящая от этой дамы, — это линия баронов Сэквилл, титул, созданный в качестве компенсации за потерю титула Бакхерста. Мортимер Сэквилл-Уэст (1820—1888), 1-й барон Сэквилл, унаследовал Ноул по завещанию Мэри, графини Плимутской. (Он умер неженатым, как и его брат, 2-й барон Сэквилл). Их племянник, третий барон Сэквилл, был отцом писательницы Виты Саквилл-Уэст (1892—1962), которая создала сад в Сиссингхерсте. Ноул-хаус, в котором до сих пор проживает семья Сэквилл-Уэст, и Сиссингхерст, семейный дом лорда Карнока, были переданы Национальному фонду.